# 陈凯希
陈凯希（英語：Tan Khai Hee，1937年—2022年2月22日），祖籍福建省安溪县，是生于英属马来亚时期（现马来西亚）柔佛州居銮的马来西亚华人，身为政治家、企业家及慈善家的他也是马来西亚著名中药集团暨马来西亚交易所第二板上市公司海鸥集团执行董事主席兼创办人，曾经营百老汇歌舞厅生意。他在马来西亚教育界、文化界、商界及青年社会各团体有着深远的影响。

## 经历

### 童年
生于战乱时代的陈凯希，家境贫苦，兄弟姐妹众多。初中二就辍学，年纪尚幼他就被逼当童工，做过各种粗职杂工，在胶园割胶以赚取生计。也曾在黄梨罐头厂削黄梨、摆地摊及修理脚车。12岁的陈凯希还被父母送回中国，而后再辗转回到马来西亚。

### 政治
少年时期的陈凯希选择走政治这条艰辛道路。他在学校时曾因为参加学生运动而被捕。出狱后转当夜校教。50年代中期成为马来亚劳工党柔佛分部受薪秘书，历任劳工党副总秘书，并任社会主义阵线（社阵）副总秘书。先后参加1959年及1964年的国会大选，皆以失败告终。后在1961年至1963年期间中选新山市议员。1965年2月13日，反对党社阵发动“争取人权纪念日”大示威，担任总秘书的他被捕，一扣留便在营里度过8年零1个月的光阴。1967年，在狱中中选劳工党最后一任总秘书。1973年，36岁的陈凯希踏出太平监牢。长达8年的铁窗生活对他影响很大，想法巨变。曾是60年代政坛强人的他，满腔的政治热诚、坚强的意志与烈火雄心早已随着岁月磨平。想安度余生的他渐渐远离政治道路。

### 从商
出狱后，陈凯希便与同为马来亚劳工党党员的“铁娘子”陈秀英结婚。婚后的他便在堂兄弟与妻子兄弟农场工作。由于生活逼人，迫于无奈的陈凯希只好到英丰公司担任小职员。那时的他还需要天天到警局报到。这段日子，他的生意头脑闪过转战商业的第一个念头。
根据陈凯希的分析形势，他认为东南亚各国，包括马来西亚已进入和平与发展经济时期。这时的人民不希望出现动乱局面，反倒是希望有个安稳的社会环境。此时投身于经济领域是千载难逢的机会。
两手空空的陈凯希并不灰心，找来几个朋友各人分头募股。凑了16万令吉后便在马来西亚西海岸的小县城巴生开了卖中国货为主一间小店。

### 创业（海鸥集团）
陈凯希经营中国保健品起步时并不顺利，创业首年就面临亏本，股东们纷纷退股。但他并不灰心，因为他认为判断并没有错，首战不利是因为顾客们缺乏相关了解。当时，马中两国已经建立了外交关系，商业往来日益频繁。随着经济的发展，老百姓的生活水平有所提高，人们也从糊口开始转向健身益寿。特别是华人社会中的老人和妇女对保健品的需求更是日益增长。不久，他们取得了蚕蛾公酒在马来西亚的专营权，扭亏为盈。小店也正式改名为海鸥公司。
为了进一步打开市场，海鸥公司将中药酒介绍给其他中药材商店。多元化的海鸥集团业务在全国共有百多位代理、数千位零售商及数万名的直销商，也在马来西亚股票交易所第二板挂牌上市。

### 慈善事业
陈凯希也是慷慨解囊的慈善家。1991年，中国遭遇洪灾，他通过海鸥公司先后捐助了20万零吉。

### 外交
1992年，马来西亚著名诗人乌斯曼·阿旺，倡议筹备成立马中人民友好协会。陈凯希得知后不仅无条件的调动公司职员，提供车辆与办公设备，还为积极参与筹备工作。马中友协的成立，进一步加深了两国人民的友谊。
陈凯希还与中国陕西省医药保健品进出口公司联合投资，在马来西亚兴办马中联营的第一家酒楼大唐山庄。

## 人物评价
马中友好协会指出陈凯希的离世，令该会痛失了功勋卓越、一生奉献的创会领袖，并赞扬陈老的阅历、胸襟和处事待人皆为做人的标竿、处事典范。
马华公会前总会长廖中莱认为海鸥集团创办人陈凯希在其担任卫生部长期间，给予很大的帮助，尤其是在中医中药制度化、新法令及架构协助中医中药发展的等课题上，陈老等中医领袖当时与卫生部积极配合，在制定一套关于中医中药的法令的过程中给予协助，让该领域循序渐进成长，做出了巨大贡献。

## 奖项与荣誉
2017年星洲企业楷模奖——终生楷模成就奖（Lifetime Excellence Achievement）